# Bangar-e Olya
Bangar-e Olya (Persiano: بانگار عليا, Latino: Bāngār-e ‘Olyā) è un villaggio iraniano situato nel Distretto Rurale di Ozgoleh, Distretto di Ozgholeh, Contea di Sales-e Babajani, Provincia di Salas-e-Babajani. Al censimento del 2006, la popolazione era di 100 persone, divise in 23 famiglie.